# Tabanus extricans
Tabanus extricans är en tvåvingeart som beskrevs av Walker 1861. Tabanus extricans ingår i släktet Tabanus och familjen bromsar. Inga underarter finns listade i Catalogue of Life.